# Charlot e la sonnambula
Charlot e la sonnambula (Caught in the Rain) è un cortometraggio del 1914 scritto, diretto e interpretato da Charlie Chaplin. Il film, prodotto dalla Keystone Pictures Studio, è il primo scritto, diretto e montato unicamente da Chaplin che, ancora timoroso delle proprie responsabilità, si affidò a situazioni narrative già consolidate.

## Trama
Nel giardino dell'albergo dove alloggia, Charlot fa conoscenza con una cliente, prendendosi subito libertà che infastidiscono il marito di questa che la sta raggiungendo. Rientrando nelle rispettive camere, che si fronteggiano (con qualche difficoltà nel salire le scale per il vagabondo, vistosamente alterato dall'alcool), il marito fa una scenata di gelosia alla consorte per averla colta in atteggiamento riprovevole. Si sono appena riappacificati quando Charlot piomba nella camera, scambiandola per la propria, rinfocolando l'ira del marito che, cacciatolo, esce per una commissione mentre la moglie si corica. Ma la donna, sonnambula, esce dalla propria camera ed entra in quella di Charlot.
Inizia un acquazzone, e il marito torna in albergo non trovando la moglie in camera. Charlot lo incontra alla sua porta e sostiene di non sapere dove sia. Mentre l'uomo va a chiedere alla reception, Charlot riporta la donna nella sua stanza, ma viene intrappolato quando l'uomo ritorna, ed è costretto a nascondersi sul balcone sotto la pioggia. Un poliziotto lo vede e, credendolo un ladro, gli spara, così Charlot scappa tornando nella propria stanza. Ne segue un gran caos, al termine del quale Charlot e i due coniugi svengono.

## Distribuzione
Il film fu completato il 18 aprile 1914 e distribuito negli Stati Uniti dalla Mutual Film il 4 maggio. In italiano è stato trasmesso in TV anche col titolo Charlot sotto la pioggia, mentre in inglese è noto anche come In the Park, At It Again e Who Got Stung?.
Le date di uscita internazionali sono state:
- 4 maggio 1914 negli Stati Uniti
- 20 novembre 1916 in Italia
- 20 ottobre in Danimarca (Chaplin og Søvngængeren)
- 1970 in Svezia (De kvinnorna, de kvinnorna)